# 伊賀の影丸
『伊賀の影丸』（いがのかげまる）は、横山光輝による日本の漫画。江戸時代を舞台に、忍者影丸の活躍を描く。

## 概要
1961年（昭和36年）から1966年（昭和41年）まで『週刊少年サンデー』に連載された。主人公の影丸は江戸幕府の隠密で、伊賀流の忍者。彼は服部半蔵の命を受けて日本各地に赴き、徳川家に敵対する勢力と戦う。本編は9編、番外編は3編がある。
黒装束に鎖帷子を着るという忍者の視覚的イメージを確立した漫画である。本作においては忍術合戦が話の中心となり、その上で複数対複数の駒取り合戦のような形式を取ることで子供の読者の心をつかみ成功を収めた。これは本作以前に人気のあった山田風太郎の小説『忍法帖シリーズ』の影響が大きく（特に甲賀七人衆など、能力などが小説そのままのものもある）子供向けに翻案したような印象もある。だが、本作のヒットを受け『鉄腕アトム』の「地上最大のロボット編」や『サイボーグ009』など人気作が生まれたのを皮切りに、現在でもどの少年向け漫画雑誌にもみられるような、「それぞれ固有の特殊能力をもった者たちが敵味方入り乱れて闘う」という一つのスタンダードを漫画媒体に取り入れた、その先駆けが本作であるともいえる。本作での忍者の多くは基本的に人間の姿をしているが、後の『仮面ライダー』における仮面ライダーやショッカーの改造人間のように特殊な能力を持った、超人的な存在として描かれている。同時に、忍者は忍法で戦い合う者という、史実的には間違った認識を子供たちに与える一端となるなど、その影響力は大きかった。
秋田書店のサンデーコミックス版では収録順が連載された順番とはかなり異なる。
影丸の顔立ちはシリーズによって劇画風であったり、丸みを帯びた少年風であったりと変化が見られる。
人気作であったが、テレビ局から特撮テレビドラマの原作依頼があった際、横山光輝はこれに応じて『飛騨の赤影』（後に『仮面の忍者 赤影』）の連載を開始し、入れ替わる形で連載終了している。これは白土三平の漫画『ワタリ』のテレビ化企画が急遽無くなったことへの代替であり、「影丸」という名前も白土が1959年に発表しヒットした『忍者武芸帳』の主人公たる織豊時代の忍者の名前であることから、忍者モノで先行する白土の影響が否めない。

## 登場人物
基本的に、レギュラーと言えるのはこの2人。
影丸
本作の主人公。架空の人物。剣術、手裏剣術、その他忍術に高い能力を有する。彼特有の術には、木の葉隠れの術（危機に際して敵を撹乱して逃げたり、眠り薬や痺れ薬を塗った木の葉で敵を行動不能にする）や木の葉火輪の術がある。いずれも敵にとどめをさす技ではなく、決着は剣や手裏剣でつけることが多い。
服部半蔵
公儀隠密総元締で、徳川家康に仕えた服部半蔵（服部正成）から数えて5代目。影丸ら隠密に指令を出して徳川家への謀反や不穏な動きを事前に防ぐ。老齢だが、腕は衰えていない。
史実の服部半蔵は伊賀同心の支配役であり、自身は忍者ではない。また伊賀同心の支配役としての任は服部正成の長男・正就の代で解かれている（次男の正重が服部半蔵の名を継承し、後に桑名藩松平家に仕えた）。同じ横山光輝の漫画の兵馬地獄旅は、この史実に対して忠実である。

### 若葉城の巻
若葉城に将軍が御成りになることが決まるが、藩内に事前に潜入していた隠密が次々と討ち取られる。半蔵は若葉城の不穏な動きに気付き、影丸を派遣。若葉藩が抱える「甲賀七人衆」はこれまでの忍びにはない特殊な能力を持っており、影丸も苦戦を強いられる。知らせを受けた半蔵は大八と右京を応援に向かわせた。
だが七人衆のうち五人を倒すも、応援は全滅。将軍の御成の日が迫る中、半蔵はさらなる応援として甚作、兵衛、彦三を派遣。しかしその途中で七人衆の生き残りの一人・半助の妨害を受け、若葉に辿り着いたのは彦三のみに。影丸は彦三に若葉城付近を任せ、甲賀七人衆の頭である阿魔野邪鬼等の秘密を探るべく、彼らの出身地である甲賀の里・姫宮村（初出時は姫宮部落）へ向かう。邪鬼等の秘密を知った影丸は若葉に戻り、彦三との共同作戦で半助を倒すも、彦三が邪鬼に討たれてしまう。彼の死を乗り越え、影丸はついに若葉城に作られた仕掛けを突き止めた。
半蔵の報告から事態を重く見た幕府は、若葉城に使者を派遣して将軍御成の取り止めを告知。野望が露見したと悟った城主・若葉右近は、全ての処置を邪鬼に一任し切腹する。邪鬼は使者を江戸に返すまいと、仕掛けを作動させるが……。

#### ゲスト公議隠密
大八
影丸への援軍の第1陣。接近戦では一発必中の大きな含み針を口から発射して敵をしとめる術を持つ。この術で一度は邪鬼を倒し、邪鬼に化けて若葉城に潜入するが、犬丸に見破られた上、復活した邪鬼の逆襲に遭う。口から含み針を発射する技を再び使うも邪鬼には通用せず、若葉城天守閣にて邪鬼に一刀両断された。その後影丸と右京をおびき寄せるための囮として、その死体を曝された。
右京
影丸への援軍の第1陣。忍者としての能力は総合的に優れている。五郎兵衛の蹴りで負傷しつつ、犬丸を河に引きずり込んで倒すも、直後に半助に倒される。
なお犬丸を河に引きずり込む際に、鎖鎌を足に結び付けて宙吊り状態で攻撃を仕掛けるが、この時はいかにも木がなさそうな崖の場面なので、どのようにして宙吊りになることができたのか疑問がある。
甚作
影丸への援軍の第2陣。若葉藩に潜入前に、台詞らしい台詞を喋らないまま、真っ先に半助に殺された。
兵衛
影丸への援軍の第2陣。口の中に大量の含み針を含んで攻撃する。若葉藩に向かう際、水中で半助によって倒される。死ぬ間際、彦三に「にごった水に気をつけろ」と言い残し、半助攻略のヒントを残した。
彦三
影丸への援軍の第2陣の中で唯一若葉藩への潜入に成功する。影丸と協力して邪鬼、半助と渡り合う。非常に俊敏な動きを誇る。（手裏剣などの飛び道具を含めて）何かが接近すればすぐに分かるという特殊能力があり、背中に目が付いているかの如く、後ろからの攻撃でさえ尽く避けることが出来る。影丸との協力で半助を倒し、独特の剣法で邪鬼を1度倒す。この後、復活した邪鬼の策略によって影丸ともども目潰しに遭うが、影丸を庇いながら脱出に成功。脱出の途中、多数の蝙蝠が棲息する洞窟に邪鬼を誘き寄せ、蝙蝠を使って邪鬼を再度仕留めて足止めする。しかし、岩場に追い詰められた際には、独特の剣法も通用せず（刀を地面に突き立て、接近した相手に蹴り上げて突き刺すというもの。岩場では刀が刺さらず不発に終わった）、直後に網で動きを封じられたところを邪鬼に斬られた。

#### 甲賀七人衆
甲賀の里の中でも異端的な扱いをされている姫宮村の出身。特異な環境に育った為に全員がそれぞれ特殊な体質を持つ。
阿魔野邪鬼
甲賀七人衆の筆頭で、忍術全般に優れるが、特筆すべきは不死身の身体である。毒や刃物で止めを刺されても3時間もあれば完全に再生する、という恐るべき回復力を有している（ただ、作品中に手足や首を切り落とされる描写は無いため、身体の一部を切り落とした際にこれがくっ付くのか、それとも新たに生えてくるのかは不明である）。回復力のみならず体も壮健なのか、本人は200年間生きてきたと語っており、与作も同様の発言をしている。その不死身の身体を利用して敵の特徴・弱点・術を把握するために勝負に敗れることを厭わず、一度死んだ後で復活し、改めて相手に勝負を挑むということが多い。そして二度と同じ手にはかからない（唯一の例外は影丸だけで、邪鬼自身もそう発言している）。大八、彦三を倒している。
十兵衛
カメレオンの如く、身体の色を周囲に同化させることが出来る。裸になって初めてこの能力を使っていることから、衣服まで周囲と同化させることはできない。影丸に手傷を負わせるが、影丸に血を吹き付けられて同化能力を発揮できなくなり、影丸に捕らえられるも、舌を噛んで自害する。
くも丸
トリモチ状の唾を口から吐き出し、これを相手の目に吹き付けて視力を奪ったり、蜘蛛の巣を形成したりする。影丸と室内で戦うが、木の葉によって蜘蛛の巣に木の葉を吹き付けられ、無効化されて倒された。
犬丸
その名の通り4足歩行で走り、足は速い。鼻が非常に利き（本人曰く「三里先の魚のにおいまで嗅ぎ分けられる」）、陸上戦において全般的に優れる。若葉藩に来て間もない影丸に手裏剣で深手を負わせる。山犬を呼んで操ることも出来る。水中での戦いは苦手としており、右京に水中に引きずり込まれて敗れる。
五郎兵衛
非常に硬い身体をしており、刀で切りつけられても傷1つ付かない。飛び蹴りで右京に重傷を負わせる。犬丸同様水の中に弱く、水の中に潜った影丸に不意を突かれて足に縄を付けられ、引きずり込まれ溺死させられる。
半太夫
分身と催眠術を得意とする。自分とそっくりの姿に化けた影丸に鏡の間に誘い込まれ、鏡に映った自分の姿を、自分の真似をする影丸だと思って催眠術を自分にかけてしまい、自ら喉を突いた。
半助
潜水できる時間が半刻（＝一時間）と非常に長く、水中戦で強さを発揮する。水中で攻撃をする時は黒い水を一帯に撒き散らし、それに紛れて敵の背中にクナイを突き立てることで敵を仕留める。この戦法で右京、兵衛を倒し、影丸を苦しめた。ただ、熱さには弱い。潜水時間の限界を影丸に知られ、呼吸をするため水面から飛び上がったところを、影丸と彦三の手裏剣を受けて倒された。

#### 姫宮村の人々
甲賀の里の中にある邪鬼たちの出身地（初出では姫宮部落と称されていた）。天然の要塞とも言うべき定期的に毒ガスが発生する山中に位置する。邪鬼たちと同じく、村人たちは特異体質を持ち、それを生かした戦い方を得意とする。甲賀の里でもその扱いは異端とされている。若葉藩の一件のあとの処遇は不明。
源心
姫宮村の長にあたる老人。能力は不明。外敵には容赦ない。
民部
姫宮村の忍者。水に関する忍術能力は非常に高く、水ぐもを使わず水面を歩くことが出来る上、半助ですら比べ物にならない潜水能力を持つ（曰く「半助の五倍の時間水中に潜っていられる」）が、与作に「地上ではてんでダメ」と評されており、地上での能力に欠けるため甲賀七人衆に選ばれなかったと思われる。与作にけなされたせいもあるが気が短く、影丸に対しても友好的ではなかった。
与作
姫宮村の忍者。ゴムまりのように弾む体質の持ち主で、修行を積んだ忍者ですら『大怪我や死亡間違いなし』の高さから飛び降りても平気で復帰することができる。剣術においても体質を駆使して四方八方から襲うことができ、身のこなしも俊敏。外の世界に興味を持つ陽気で温和な男で、影丸に親しみを持つも村の掟には逆らえず、戦う道を選ぶ。それでも最後まで影丸に対して配慮をしていた。
地虫
姫宮村の忍者。土の中を自由に移動できる能力を持つ。甲賀七人衆を調べていた影丸の動きに気づく。
次郎
姫宮村にいる間、影丸を見張っていた忍者。

### 由比正雪の巻
慶安事件で由比正雪は自害し、門弟も一網打尽となった筈だった。しかし正雪は生きており、直ちに松平信綱は半蔵に討伐隊を差し向けさせるも、数日と経たずに全滅の報が入る。半蔵は影丸等６人を第二波として派遣し、追跡を開始させた。
正雪は新たなる決起の場所として大阪を選び、東海道を西へ急いでいた。大阪へ着くまでに正雪を討たねばと先を急ぐ影丸達だが、彼は陰流の忍者に守られており苦戦を強いられる。その途上、若葉の里で影丸との戦いに敗れ、影丸に雪辱戦を挑もうとする邪鬼が再度出現し、公儀隠密と影流忍者双方を翻弄し始めた。激しい戦いの中、影丸、正雪共々次々と仲間を失っていく。そして最後に影丸が知った真実とは……
シリーズ中最長で、主要登場人物は最も多い。

#### ゲスト公儀隠密
むささび
1つのマントの4隅を両手両足に結び付けて長距離のジャンプが出来る。討伐隊第2波の中で先行したが、弥九郎と相打ちになる。
獅子丸
獣のような声を出して、鳥や獣を操る事ができる忍者。星占いも得意としており、星を見て正雪の行き先を推測した。霧雨鏡月によって倒されるが、死の際に放った「忍法・血しるべ」（1度浴びると、どれほど洗っても取れることはない上、大量の獣が近寄ってくる性質を持つ血しぶき）を鏡月に浴びせ、鏡月を死地に追い込んだ。
左近丸
盲目の少年忍者。忍者服は着ておらず、若武者のような服装をしている。縄術を得意としており、縄で敵の手足の自由を奪い、縄に軸の先端が刃物となった独楽を伝わせ、敵の身体に複数個めり込ませて倒す「蜘蛛糸渡り」という忍法を使う。目が見えないがそれゆえに幻術が効かないという利点があり、幻心入道の幻術を逃れ、彼を倒す。しかし目が見えないゆえに如月文兵衛の義手には気づくことができず、「蜘蛛糸渡り」を破られてしまう。それでもなんとか如月文兵衛を倒すも、直後に五十鈴大作と相打ちになる。
岩石入道
少し派手な帽子を被った忍者。自己の抜殻を作り出すことができ、それに敵の注意を引き付けて敵を倒す「空蝉の術」が得意で、これで鉄扇を倒すが、如月文兵衛の「雷神」で負傷する。傷を癒した後に木枯らし竜五郎を倒すも、自身も大火傷を負って力尽きる。
源心
人形や動物などを自分の身代わりとする「比翼の術」の使い手。忍者としての実力も高く、殺気だけで岩見幻斎に冷や汗を流させた。影丸に変装した夜叉王に背後から攻撃されて負傷し、比翼の術で逃げようとするも看破され、手裏剣を胸に受けて絶命。
甲賀忍者
影丸と上記の5人の他に、今回の作戦に動員された。30人ほど派遣されたが、東海道を西進中に藤太や五十鈴大作に半数を倒され、残りも陰流の忍者によって全滅させられる。

#### 正雪側の忍者（陰流の忍者たち）
由比正雪
慶安事件の首謀者。正史では幕吏に追い詰められて自害するが、本作では生き延びて再起を図り大坂を目指す。正体は陰流の総帥であり、自身も忍者だった。最終的には影丸と「布隠れ」で戦うも敗れ、自刃する。
阿魔野邪鬼
影丸への復讐の為、この戦いに参戦。正雪の部下というわけではなく、独立した立場で影丸に挑む。正雪からはその実力を評価され「部下に欲しい」とまで言わせているが、陰流の忍者達からは警戒されている。影丸を倒すべく執拗に付け狙うが、源心を失った影丸の怒りの前に敗れた。この勝負で、影丸には勝てないことを悟る。
金井半兵衛
丸橋忠弥と並ぶ正雪の側近。「槍の丸橋、剣の金井」と言われた程の剣豪で、剣のみで影丸と互角に渡り合った。正雪の介錯をした後、彼の首を抱えたまま旅立つ。その後、大阪で自刃。
幻心入道
藤太と共に正雪を護衛して東海道を西進していた。焚き火を媒介とした幻術「幻火術」の使い手で、この術で正雪討伐隊第1波を全滅させる。同様に影丸一行にも幻術をかけ混乱させるようとするも、盲目の左近丸には通じず倒される。
弥九郎
任意の敵の影を指定して、影への攻撃がその影の主に直接及ぶようにする術、「影縫い」を得意とする。晒し首となっていた正雪の首が偽者であることに気づいた幕府の密偵をこの術で倒す。この術でむささびも同様に倒すが、むささびが死ぬ間際に放ったふくみ針に猛毒が塗られていたことに気付かなかった。死の直前に気付くも、時既に遅く倒れた。
鉄扇
左手が無く、深編笠を被っている。多数の鉄の扇を素早く操って敵を斬り裂く。岩石入道に挑むも敗れる。
霧雨鏡月
如月文兵衛、太郎坊と共に三島で正雪の護衛に就いた忍者。雨や水を鏡のように利用して、敵に幻を見せる術「水鏡」を使う。獅子丸を倒すが彼の「血しぶき」を顔面に浴びたことで多数の獣に襲われ、重傷を負う。民家に逃げ込んだが左近丸と源心に発見され、幻術を使って逃げようとしたが盲目の左近丸には通じず斬り倒された。
如月文兵衛
左手は義手で、義手を外すと刀が生えている。火薬を使った忍法「雷神」を得意とし、岩石入道に重傷を負わせる。左近丸を火術で追い詰めるも、左近丸は火から逃げ延びる蛇について行き、逃げおおせる。その後左近丸がおとりとして木にかけておいた着物に気を取られたところをその蛇に噛まれ、現れた左近丸と戦う内に蛇の毒が回り絶命する。しかしその際自爆をし、五十鈴大作を呼び寄せた。
五十鈴大作
鈴の音で相手の聴覚を惑わせ、攻撃する戦法を得意とする。目の見えない左近丸を鈴の音で混乱させて崖におびき寄せた後、崖下に落とすが、左近丸が最後に放ったコマによって自分が乗っていた縄を切られ、転落死した。
木枯らし竜五郎
幻術を得意とする隻眼の忍者。遠方に炎を見せて敵の注意を散漫にしつつ意識を朦朧とさせ、突風と共に手裏剣の嵐を浴びせる「木枯らし」を使う。手傷を負わされつつも、これで影丸を仕留めたかに見えたが、逃げられる。重傷を負って御堂に隠れたところを岩石入道によって火を放たれ、不動明王を映し出す幻術を使うも見破られて斬られた。
藤太
旅の初期から正雪に従っている忍者。背むし男のように腰が曲がっている。糸占いで自分たちの運命や仲間の生死を占い、陰流忍者の中でいち早く邪鬼を警戒し始めた男。雪山で影丸と戦い、雪に隠れていたところを倒された。
夜叉王
最後に正雪と合流した忍者。変装の名人で、甲賀忍者の猿彦に化けて甲賀忍者たちを全滅させ、影丸に化けて源心を倒した。しかしその見事すぎる変装によって邪鬼から本物の影丸だと間違われ、闘うことになるも、彼に倒された。
岩見幻斎
鎖分銅の名手。鎖を空に上げ、それを伝って逃げるという不思議な術を使う。夜叉王が倒された後、正雪の護衛をするが、暴走した馬の群れの中に潜んでいた影丸との戦いの末、倒された。
太郎坊
僧侶の扮装をした忍者。鎖つきの鉄球を武器とする。三島で正雪の配下に加わるが、影丸の木の葉術で気絶させられる。以後は表には出ず、影から正雪の護衛を勤めた。影丸に追い詰められた正雪から戦う許可を得るも、力及ばず敗れ去った。

### 闇一族の巻
山城の国で起こった一揆は謎の忍者集団によって引き起こされた（正確には、一揆が起こったかのように偽装された）ものだった。忍者集団の正体は、かつて北条氏に仕えた闇一族。その暗躍を阻止するため、半蔵は影丸と村雨五兄弟に山城の国に向かうよう命令する。影丸たちは毒物の扱いに長け、奇怪な術を使う闇一族に苦戦するが、ついに闇一族の本拠を潰し、首領にも重傷を負わせる。そして影丸は闇一族を操る黒幕の正体を知るのだが…。

#### 村雨五兄弟
普段は古ぼけた屋敷内で薬草・毒草を育て、薬として販売し日々の糧にしている。忍者に劣らぬ戦闘能力を持ち、また毒物に対する豊富な知識を活かして敵を倒し、かつ味方を救うことが可能。また幼少時の鍛錬から、多少の毒に対する耐性を持っている。
右門
五兄弟の長男。忍法「花吹雪」の他、剣術、火術、変装術、霧丸の得意とする忍法ナナフシなどを使いこなす実力者。左門を倒す。闇一族の首領である蓮台寺と戦うも、一枚上手の蓮台寺に敗れて死亡する。しかし最後の忍法花吹雪で蓮台寺に毒針を打ち込み、蓮台寺を弱らせた。弟・数馬が死んだ際に無情な態度を取るも、実は弟達にそれ以上の犠牲を出させないための気遣いであり、内心では他の兄弟と同じく弟の死を悼んでいた。
十郎太
五兄弟の次男。水の中での戦いを得意とし、終盤で海老と水中戦を繰り広げる。最後まで生き残った一人。後に土蜘蛛五人衆編にも登場し、敵の術を破るヒントを影丸に与える。
数馬
五兄弟の三男。毒術や変装術に長けており、闇一族の先遣隊を一人で全滅させる実力者。毒にやられた影丸を助けに来た際、海老、かげろうと二対一の戦いになり、善戦するも敗れて死亡する。
霧丸
五兄弟の四男。虫のように背景に溶け込み姿を隠すナナフシの術を使う。毒で弱ったかげろうにとどめをさす。源太郎を救出する際、火炎の背後を取り毒針を打ち込むが、蓮台寺によって火炎ごと串刺しにされて死ぬ。
源太郎
五兄弟の末っ子。縄術を得意とし、毒付きのかぎ縄でかげろうを毒に侵して弱らせた。左門と岩風の二人がかりに敗れ捕らえられるが、救出され最後まで生き残る。後に土蜘蛛五人衆編にも登場し、影丸の護衛につく。

#### 闇一族
蓮台寺
闇一族首領。敵を倒すためなら部下を巻き込むことも厭わない非情な一面を持つが、恩人の庄屋に迷惑をかけまいと振舞う人間らしい心遣いもある。右門を倒すが右門の死に際、最後の力を振り絞った忍法花吹雪の毒で弱り、最後は影丸に追い詰められ自爆する。老いてなお正面から戦って右門を倒す実力者であり、毒で弱っていなければ、影丸でも果たして勝てたか分からなかった。
岩風
小石を不思議な原理で飛ばし相手に突き刺す忍法「ふぶき」の使い手。影丸に怪我を負わし、源太郎を捕らえる。最後は影丸の策に嵌り、致命傷を負って一人静かに死ぬ。ちなみに結局どうやって手を動かさずに小石を飛ばすかの謎は解かれなかった。
かげろう
陽炎のように実体のない分身を見せ、相手を惑わせる術の使い手。海老との連携で数馬を倒す。源太郎の毒で致命傷を受け、霧丸にとどめを刺されるも最後の力で霧丸の術を書き残す。これが結果的に霧丸、右門のナナフシが破れる原因となった。
人影
人の影に化けて奇襲する術を使う。影丸を襲うが、月の下で影が二つできてしまったため影丸に見破られて敗れる。しかし死に際に影丸に毒針を打ち込み弱らせた。
海老
水中での戦いを得意とする。かげろうとの連携で数馬を倒す。最後まで蓮台寺を守るために奮闘するも、自らが引き連れた尾張藩からの援軍は影丸に壊滅させられ、蓮台寺も死んだことを知ると、最後は水中で切腹して自殺した。
火炎
名の通り火術を得意とする。また、鎧を着込んでいる。本拠地に源太郎を救出に来た霧丸と戦い、背後を取られ蓮台寺に助けを求めるも、後ろにいた霧丸ごと槍で貫かれて死亡。
左門
敵を縄で囲って身動きを取れなくするクモしばりの使い手。同じように縄術を得意とする源太郎と交戦し、捕らえる。しかし次に対戦した右門の実力には及ばず敗れる。
クモ
闇一族先遣隊の一員。土中からの攻撃を得意とし、数馬を攻撃したが通用せず、逆に倒された。
尾張藩からの援軍
闇一族の黒幕である尾張藩が使わした数名の忍者。海老に率いられて戦いに向かうものの、影丸によって壊滅させられる。能力的にも姿勢的にも闇一族の面々より著しく劣る。

### 七つの影法師の巻
藤巻三太夫と音羽の源蔵が殺された。それは公儀隠密に対抗意識を燃やす「影法師」達からの挑戦だった。「影法師」を含めた影の一族達は薩摩藩にやとわれており、半蔵に、公儀隠密と7対7で勝負をさせるよう挑んできたのだ。
半蔵は幕府の威信を守るため、影丸ら7人の精鋭を選抜し、影法師の挑戦を受ける。
影丸は6人の仲間を失いつつも影法師を全員倒したが、公儀隠密と互角の勝負をしたことに気をよくした薩摩藩は隠密組織を本格的に作る。以降、薩摩へ忍び込んだ幕府の隠密が生きて帰れることはなかったという。
全ての巻の中で最も後味の悪い結末であり、影丸たちは敗北の一歩手前まで追い込まれている。

#### 公儀隠密
幻也斎
影法師に挑戦に応じる旨を伝えに行く。夜霧丸に公儀隠密7人の名前を書いた巻物を渡した際、巻物の紐に仕込んであった毒針で夜霧丸を倒す。野火との戦いの際、水中に潜んでいた魔風に槍で突かれ、さらに手裏剣を受けて絶命。しかし、死の間際に忍法・血染め蜘蛛で返り血を野火に浴びせたことで、野火が幻也斎に変装した姿であることを天鬼に看破させて斬らせた。影丸曰く、「我々の中でも腕利き」の忍者だった。
式部
仲間と共に紫右近を追い詰めるが、忍法・天しぶきで逃げられる。毒を川に流し、川の水で顔を洗った右近の視力を奪い、止めを刺す。しかし、その際に右近に毒針を打ち込まれ、動けなくなったところを助太刀に来た幽鬼によって仕留められる。
片目
左目を眼帯で覆った熟年の忍者。先が幾多に分かれた縄を使う。一息付こうと地面に寝転がったところを、近くに潜んでいた幽鬼に羽交い絞めにされ、ふくみ針を受けて倒される。
雷天
鉄鎧を着込んでいる。片足は義足で刀を仕込んでいるため、刀の付いた足で積極的に飛び蹴りをしかける。これにより雪風に重傷を負わせるが、雪風の幻術の前に体の自由を奪われ、止めを刺される。
天鬼
幻也斎に変装した野火の正体を幻也斎の血染め蜘蛛で見破り、これを倒す。近くに潜んでいた魔風に戦いを挑むが、火術で思わぬ反撃を受けたため忍法・布分身を無効化される。負けじと魔風を追い詰めるも、刀を折られ、更に片腕を骨折する。一時撤退する為に火中に飛び込んだ。このため顔に火傷を負い、一時行方不明になる。復活後は服装も変わり、顔中に包帯を巻くようになった。幽鬼によって重傷を負った影丸を密かに半蔵の屋敷に密かに運び込み、その後幽鬼と戦う。顔に撒いた包帯を一面にぶちまける忍法・布砦によって幽鬼を倒すが、死の直前幽鬼が布に塗った毒によって絶命する。仲間には魔風との戦いで死んだと思われていたようであり、影丸を半蔵屋敷に運んだ時も半蔵に気付かれないようにしていた。
夢麿
催眠術を得意とする。催眠術で具体的に特定の行動をさせるよう操り、「自らの喉をかき斬れ」と命令して絶命させることもできる。死神と催眠術合戦を繰り広げ、これを破る。雷天によって重傷を負った雪風に止めを刺す。重傷を負った影丸の代わりに魔風に決戦を挑むが、火術に翻弄され、炎の中で敵の姿を視認したことに安心して催眠術をかけようとするが、それは鏡に映った自身の姿であった。このため自分自身に催眠術をかけたことになり、自分の喉を突き刺してしまった。

#### 影法師
夜霧丸
互いの名を書いた巻物を受け取りに来た影法師。巻物に仕込まれた毒針で倒された為、実力は不明。
野火
その名のとおり、火の玉を見せる幻術を使う。また、死神との連携で幻也斎をおびき寄せてさらに魔風との連携でこれを倒す。その後、幻也斎に変装したが最期の術の「血染め蜘蛛」には気づかず天鬼に見破られ殺された。
死神
半蔵屋敷の門番を殺して摩り替わり、情報を仲間に流す。催眠術の使い手でもあり、夢麿と渡り合うものの敗れて死亡。
紫右近
大量の水を使った幻術・雨しぶきを使う。これで公儀隠密から逃れるものの式部が流した毒によって失明。その後式部と相打ち状態になり、幽鬼に止めを刺させるも自身も致命傷により死亡。
雪風
幻術・あげは蝶の使い手。雷天を倒したが、間髪いれずに現れた夢麿には通用せず倒された。
幽鬼
周囲の色に溶け込み、姿を消す術の使い手。また、統率力もあり冷静沈着。影丸に深手を負わせたが、天鬼の「布砦」に敗れる。しかし死ぬ間際に天鬼の包帯に毒を塗り、結果的に相打ちとなった。
魔風
火薬の扱いに長けている。影丸に捕らえられた後、夢麿に催眠術をかけられるが幽鬼によって正気に戻る。影法師の中では最後まで生き残り重傷の影丸に一騎討ちを挑むが、影丸の「火を以て火を制す」策で自らの火術を封じられ倒された。

### 半蔵暗殺帳の巻
幕府隠密首領・服部半蔵の屋敷からとある巻物が奪われた。半蔵は半分のみの奪回に成功するも、その巻物は公開されればそれ一つで天下が覆されるほどの効果を持つという。相手が持つ巻物の残り半分をめぐり、伊賀忍群と寒月斎率いる飛騨忍群の総力戦が幕を開ける。
公儀隠密側の精鋭の登場が物語後半になってからとはいえ、本作としては最多の4人（影丸含む）が最後まで生き残っている回である。

#### 公儀隠密
当初は江戸にいた伊賀忍者のみで巻物を守っていたが、凄腕揃いの飛騨忍群相手には歯が立たず、ことごとくやられてしまう。半蔵は大坂から影丸を呼び戻し対抗するが、影丸の調査で飛騨忍群がさらなる援軍を呼ぼうとしていることを知ると、それに対抗するために全国に散っていた伊賀地ごく谷の忍者たちを呼び戻す。
鈴吉
町人の死体に化け、最初に半蔵屋敷に忍び込んだ飛騨忍者を背後から奇襲する。相討ちとなり死亡。
半助
巻物を取り戻す命を受けた隠密。クロという忍犬を連れている。刑部と戦い死亡するが、最後の力で巻物を半分だけ守ることに成功する。
烏丸
半蔵から残り半分の巻物を取り戻す命を受けた隠密。刑部を追うが、返り討ちに遭う。半蔵に影丸を呼び戻すことを進言し息絶える。
兵助
大坂にいる影丸の元に手紙を届けた隠密。大坂に向かう際、休憩の間に大三郎に薬で眠らされ、手紙を読まれてしまう（影丸を初め伊賀者を甘く見ていた大三郎は、そのまま放置した）。そのことに気付き、おとりとして影丸に変装し、江戸へと戻る。そして表街道を移動していたところを久米丸と刑部に襲われて殺された。しかし彼の犠牲のおかげで、裏街道を通った影丸は手の内を見せることなく、無傷で江戸にたどり着くことができた。
甚内
飛騨忍群の援軍に対抗するため、全国から呼び戻された伊賀地ごく谷の忍者。梟の群れを操る術の使い手で、梟の甚内と呼ばれる。攻撃だけではなく、偵察、索敵、見張りなど様々な場面で応用がきく。しかし梟の狩猟本能を利用し、多数のネズミを放って梟を無力化させるという飛騨忍群が用意した対抗策に動揺し、生じた隙を冬心に突かれ倒される。
伊三次（いそうじ）
伊賀地ごく谷の忍者。霞にまぎれて姿を隠す伊賀忍法「霞変化」の使い手で、霞の伊三次と呼ばれる。兵馬との戦いで術を用いるが、兵馬が張り巡らせた髪の毛で位置を探られ、網で動きを封じられて倒される。
天真（てんしん）
伊賀地ごく谷の忍者。長髪の容貌。火を利用した催眠術の使い手で、凄腕の飛騨忍者ですらその催眠術からは逃れられなかった。最後まで生き残った。
十六夜幻之丞
伊賀地ごく谷の忍者。闇夜でも昼間と変わらず目が効き、敵の位置を正確に把握できる。黒夜叉を追い詰め、捕える。最後まで生き残った。
杢兵衛（もくべえ）
伊賀地ごく谷の忍者。活躍の機会は少なく能力は未知数。とはいえ闇の中で黒夜叉の攻撃を迎撃したり、天真と二人がかりとはいえ卍丸を難なく倒しているなど、並の伊賀忍者よりは遥かに高い実力を持っている。敵の本拠地に真っ先に偵察に行こうとしたり、伊三次の死に憤り冷静さを欠くなど、メンバーの中ではやや直情的な性格。最後まで生き残った。
村雨兄弟
影丸のセリフに名前のみ登場。影丸に毒術を教えたらしい。

#### 飛騨忍群
かつて彼らが仕えていたが、政敵として幕府に取りつぶされた主君・白柄家30万石の復讐のため、奪った巻物を諸大名に公開することで幕府転覆を図ろうとする。かなりの精鋭ぞろいで、並の伊賀忍者では束になっても歯が立たない強さを持つ。特に地ごく谷の忍者が来る以前に活動していた刑部ら4人は、かなりの自信家であり、影丸の評判を知らなかったことから、寒月斎に忠告されても影丸をかなり甘く見ていた。
寒月斎
飛騨忍者首領。追いかけても追いかけても敵が追いつけなくなる幻覚を見せる「逃げ水の術」を使う。部下を全員失い、影丸たち4人に囲まれて己の敗北を認め、奥歯に仕込んだ毒で自害する。半蔵は「一度ならず戦ったことがある」と述べており、地ごく谷の忍者たちも彼のことを知っていた模様。
刑部
普段は覆面を着けている。一度は半蔵側が取り戻しかけた巻物を半分だけ奪うことに成功する。影丸の木の葉火輪と手裏剣により死亡。
久米丸
影丸に変装していた兵助を刑部とともに倒すが、本物の影丸には手も足も出ずに敗れる。死ぬ間際、自身が倒したのは偽物だったことを聞かされ、寒月斎が影丸を恐れたわけをようやく悟ったが、もう遅かった。
霧丸
鎖鎌の使い手。半蔵屋敷に忍び込んだところで影丸と戦い、木の葉の術で追いつめられるが、捕えられるよりはと、自ら放った火で自害する。
大三郎
ふくみ針や煙玉、網など多彩な道具を使いこなす忍者。眼帯をしている。飛騨忍法「かげろう」の使い手。影丸の目潰しで目が見えなくなり、逃走中に誤って崖から転落死する。
独眼房兵馬
飛騨忍群の援軍。髪の毛を利用した戦いを得意とし、髪の毛の糸で敵の位置を把握してから髪の毛の網で敵を捕らえる。伊三次を倒し、その死体に化けて内部から半蔵屋敷に潜入する。潜入中に甚内の梟を殺したために甚内の怒りを買い、最後は甚内と梟との連携攻撃により倒される。
不知火内膳
飛騨忍群の援軍。幻術の炎で敵を惑わす火術の使い手。影丸の木の葉で捕らえられ、天真の催眠術にかけられていた所を、寒月斎の秘密を守ろうとした黒夜叉に殺される。
大文字冬心
飛騨忍群の援軍。術を破られて動揺し、隙の生じた甚内を水中に引きずり込み倒す。甚内の様子を見にきた影丸を続けて襲うが、冷静さを失わなかった影丸に同じ手は通用せず、逆に倒された。
黒夜叉
飛騨忍群の援軍。闇を利用した戦いが得意だが（表情以外はシルエットになっている）、十六夜幻之丞ほど目が利くわけではなく、半蔵屋敷に忍び込んだところを返り討ちに遭い捕らえられる。内膳同様、天真の催眠術にかけられ、仲間である内膳を殺してまで守ろうとした寒月斎の情報を自ら話してしまう。催眠が解けた後、そのことを深く悔やみ自害する。
卍丸
飛騨忍群の援軍。最後の生き残りとして体を張って寒月斎を逃がそうとするが、天真・杢兵衛の二人がかりに倒される。
氏名不詳の飛騨忍者
最初に半蔵屋敷に忍び込み、巻物を奪った飛騨忍者。伊賀忍者の本拠地とも言える半蔵屋敷に一人で侵入できるほどの腕前。髪の毛よりも細い鉄線を用いて相手を倒す。鈴吉と相討ちになり死亡。名を呼ばれる場面がなかったため、氏名不詳。

### 地獄谷金山の巻
服部半蔵はある夜、辻斬りの場面に遭遇する。忍者に襲われていた男は、「隠し金山がある」と言い残して息を引き取った。幕府の直轄ではない隠し金山の存在は、謀反のための軍資金を蓄えている可能性のある一大事である。命を受けた半蔵は、男の死体の特徴から甲府に目をつけ（初出でははっきりと「甲府病」という記述があったが、後の文庫では修正されていることが多い）、影丸ら5人の隠密を派遣する。

#### 公儀隠密
兵衛
公儀隠密の一人。4人の浪人をまったく相手にしない程度の腕前はあるが、その後戦いの描写もないまま敵に倒される。若葉城の巻にも同名の公儀隠密の忍者が登場したが別人である。
土蜘蛛
公儀隠密の一人。大量の蜘蛛の糸を相手に巻きつけ動きを封じ、絞め殺す術の使い手。飛騨忍群の隠れ家を一人で急襲し大打撃を与えるが、油断していた所を桔梗の短筒で倒される。なお、後に登場する土蜘蛛党とは当然無関係。
早耳頑十郎
公儀隠密の一人。円月斎に戦いを挑むが、鞭に気を取られすぎて本命の毒蛇に気がつかず倒される。円月斎との戦いでは鞭の間合いに入らぬよう手裏剣を主に使っていたが、得意な忍術等は不明。影丸の救出作戦で活躍した。
嵐月之助
公儀隠密の一人。別名火術の月之助とも呼ばれるほどの火術の使い手。影丸に匹敵する縦横無尽の活躍を見せる。しかし度重なる連戦で体力も火薬も消耗しきってしまい、最後は影丸と頑十郎を逃がすために最後の忍法「火走り」を使い、大勢の飛騨忍者を道連れにして爆死した。火薬の持ち運び方は作中でははっきり言及されなかったが、描写を見る限り体内に仕込んでいた様子。

#### 飛騨忍群
金山を調査しようと甲府を目指す公儀隠密の前に立ちはだかる忍群。その正体は豊臣家の残党であり、金山により豊臣家再興の軍資金を蓄えようとしていた。なお、「半蔵暗殺帳」の回でも飛騨忍群が登場し、首領・寒月斎が倒されたことで壊滅しているが、寒月斎は白柄家に仕えていたと発言していたことから、寒月斎一派とはまた別の一派であると推測される。
円月斎
飛騨忍群首領。普段は矢車の里の庄屋としての顔を持っている。双条鞭を得意とし、鞭だけでも刀を折るほどの威力を持つが、本命は鞭の音で操る毒蛇にある。毒蛇に気が付けなかった頑十郎を倒す。影丸と2度の死闘を繰り広げた後、敗北を悟り隠し金山と共に自爆。一切の証拠を葬り去った。
桔梗
女の飛騨忍者。本作としては極めて珍しいくの一。短筒を得意とし、土蜘蛛を倒す。飛騨忍群最後の生き残りとなるも、円月斎からは戦うことを許されず、最後の戦いの後始末をする命を受ける。その後の描写はなく、生き残ったのかは不明。
幻十
飛騨忍群の頭。一度は土蜘蛛の糸で倒されかけるが、桔梗に助けられる。部下を切り捨てることも多いが、洞察力や作戦の立案に長けており、リーダーとしてはかなり有能。月之助の最後の火術の道連れとなり倒れる。
七兵衛
飛騨忍者。宿の番頭に変装して影丸達に毒を盛ろうとするも、見破られる。追いつめられたところで舌を噛み自害する。
三次
水中での戦いに長ける飛騨忍者。海豚の三次の異名を持つ。水中で影丸を追い詰めるが、勝利を確信した隙を影丸の捨て身の攻撃に突かれて敗れる。しかしこの戦いで影丸も戦闘不能となり、飛騨忍群に捕えられることとなる。
菊丸
捕らえた影丸に変装し月之助を倒そうとするが、不用意な発言から変装を見破られ気絶させられる。後に影丸救出作戦のために本物の影丸とすり変えられる。その後の生死は不明だが、月之助の火術に巻き込まれ死亡した可能性が高い。
善鬼
甲府を目指す影丸を襲った飛騨忍者。影丸の木の葉で眠らされたところを口封じのために仲間に殺される。
善鬼
捕らえた影丸の見張りをしていた飛騨忍者。頑十郎に倒される。上の善鬼と同じ名前だが、おそらくは同名の別人。
鉄心
地獄谷で月之助を襲った飛騨忍者。鎧を着込んでおり、月之助の刀を折る。鎧を着ながらも月之助の背後を取るほど俊敏な動きを見せた。月之助に倒され刀を奪われるが、その刀こそが月之助を追い詰める罠であった。
岩丸
影丸救出作戦の際、月之助が相手をした飛騨忍者。火術により倒される。
源吉
影丸救出作戦の際、月之助が相手をした飛騨忍者。火術により倒される。
杉丸
影丸救出作戦の際、月之助が相手をした飛騨忍者。その場は生き残るが、おそらくその後の戦いで月之助最後の火術に巻き込まれ死亡した可能性が高い。
氏名不詳の飛騨忍者
甲府を目指す月之助を襲った飛騨忍者。剣術に長け、月之助と互いに剣を用いて戦った際には月之助を圧倒したが、火術の戦法に切り替えた月之助に倒される。

### 邪鬼秘帳の巻
城主が原因不明の病気に見舞われた秋月藩では、辻斬りが横行し、主席家老まで殺害される。この現場に居合わせた隠密の藤次は阿魔野邪鬼を含む4人の辻斬りに捕まり命を落とす。半蔵は、藤次からの連絡が途絶えたのを不信に思い、影丸と弥兵衛を秋月藩に向わせる。

#### 公儀隠密
藤次
通称・韋駄天の藤次。藩には藩士として潜入している。辻斬りを目撃するものの、邪鬼に見つかって捕らえられた挙げ句惨殺される。
弥兵衛
影丸と共に秋月藩に赴いた隠密。比翼の術を使う。城内に忍び込むものの、土蜘蛛党の勘助のうずしおによって命を落とす。
与兵衛
秋月藩の領内に樵として住まう隠密。若君を匿うが、土蜘蛛党の追手と戦い命を落とす。

#### 黒木弾正と辻斬り浪人
黒木弾正
秋月藩次席家老。お家乗っ取りを企み、腕利きの浪人達を雇い辻斬りと称して政敵を葬り、藩主には薬湯と称して毒を盛り続けた。計画を悟られ邪魔になった浪人達を始末する為に土蜘蛛党を雇い入れる。最後は影丸と邪鬼に計画を看破され、藩主を道連れにしようとしたところを影丸に斬られた。
天馬一角
総髪に髭の槍使い。カッカし易いが戦いにおいては冷静沈着。武芸は大したもので、影丸をして「もう少しで田楽刺しにされるところだった」とまで言わしめたが、土蜘蛛党の集団戦法の餌食になる。酒飲みであり、酒代を弾正によくせびっていた。
森加毛之助
能天気な雰囲気を持つが、影丸ですら「もし戦っていたらどうなっていたことか」と戦慄させるほどの鎖鎌の達人。でありながら最初に襲撃された際には「俺はあんまり乗り気じゃないんだが…」と呟いており、三人の中では比較的穏健。
自身に差し向けられた土蜘蛛党の集団を一旦は壊滅させるものの、三人が揃っていたところに二度目の襲撃を受けた際、勘助によって毒を含んだマキビシを踏まされ、トドメを刺されて殺される。
兜玄十郎
一太刀で勝負を決する腕を持つ剣豪。小柄を投げて影丸に重傷を負わせる。彼もまた相当な技量の持ち主であり、襲ってきた土蜘蛛党の何人かを返り討ちにしたが、最後は土蜘蛛党（おそらくは勘助）によって殺される。
阿魔野邪鬼
由比正雪の一件の後、浪人に身をやつす。辻斬り浪人のひとりとなるものの生き延び、ついには影丸と共闘に近い関係になる。長い戦いの間に影丸のことをそれなりに認めており、影丸が窮地に陥った時には姿を見せずに助けていた。事が収まった後、再戦を誓って影丸の前から姿を消す。

#### 土蜘蛛党
秋月藩内に潜む忍者の集団。報酬によって暗殺等の仕事を行う。忍装束の頭巾に特徴あり。
幻斎坊
土蜘蛛党を率いる老忍者。邪魔になった浪人達の始末を黒木弾正に依頼される。したたかな交渉力と統率力を持つ。忍法・群狼花で一度は邪鬼を倒すものの、最期は影丸に倒される。
勘助
土蜘蛛党の小頭の一人。優れた体術、統率力の他に忍法うずしおを使う。三人の浪人のうちの森加毛之助、兜玄十郎や公儀隠密の弥兵衛を倒している。のちに4人の仲間とともに再登場。

#### 秋月藩の人々
秋月藩主
黒木弾正によって毒を盛られていた藩主。人格者にして名君。
竹丸
秋月藩の若様。幼いながらも芯の強い心の持ち主。
左馬
秋月藩士。竹丸とも親しい青年藩士。しかし裏では黒木弾正とつながっており、弾正の下での出世と引き換えに竹丸の命を狙っていたが、通りかかった影丸によって制止されると刀を抜いて襲い掛かる。しかし影丸の敵ではなく、一太刀で殺される。

### 土蜘蛛五人衆の巻
秋月藩の事件で壊滅させられたかに見えた土蜘蛛党だったが、五人の生き残りが復讐の為に影丸の命を狙いに江戸にやってくる。

#### 公儀隠密
頑鉄
土蜘蛛五人衆の襲来から影丸を守る精鋭として選ばれる。胴体に鎧を着込む。鋼の糸を使った攻撃を得意とし、竜三郎を源太郎らとの連携で倒す。後に金目の空蝉の術に惑わされて殺される。
弓彦
土蜘蛛五人衆の襲来から影丸を守る精鋭として選ばれる。序盤にて竜三郎の憑依術の餌食となり、仲間たちによって斬られる羽目に。
善鬼
土蜘蛛五人衆の襲来から影丸を守る精鋭として選ばれる。特徴的な術の持ち主ではないが経験豊富な忍者。投げ太刀で凧に乗った左京に落雷を浴びせて倒す。その後金目と戦いその技を見抜こうとしたものの敵わず殺される。
村雨源太郎
「闇一族の編」より再登場。土蜘蛛五人衆の襲来から影丸を守る精鋭として選ばれる。毒物や縄術を駆使して戦いに貢献。
村雨十郎太
同じく「闇一族の編」より再登場。屋敷を訪れた影丸にアドバイスをしたり、金目と戦って引き分けに持ち込むなど活躍。
太兵衛
左手居合いを得意とする公儀隠密の不寝番。中高年。序盤にて左京に殺されて摩り替わられる。

#### 土蜘蛛五人衆
土蜘蛛党の生き残りで、いずれもが小頭と呼ばれる実力者。一族を滅ぼした影丸への復讐の為に江戸にやってくる。
金目
土蜘蛛五人衆の首魁。瞬時におびただしい数の毒を塗った棒手裏剣を放つ、空蝉の術、催眠術を駆使して相手を惑わすなど多彩な技を持つ。また伊賀忍者の忍文字（常人は勿論、猿彦にも読めなかった）を読み解くなど、教養も持ち合わせている。
猿彦
土蜘蛛五人衆の一人。縄を使って木々の間を移動する身のこなしと油霧を使った火術の使い手。
勘助
土蜘蛛五人衆の一人。「邪鬼秘帳」から引き続いて登場。忍法・うずしおを駆使する他、殺された顔鉄の墓を暴いてそこを潜伏場所として使い執拗に影丸たちを攻撃する執念深さを披露する。
左京
土蜘蛛五人衆の一人。毒を塗った鈎針をつけた鋼の糸を使ったトラップを駆使して影丸に重症を追わせる。また、大凧を使う。
竜三郎
土蜘蛛五人衆の一人。毒針で気絶させた相手に憑依する術を使い、弓彦を乗っ取る。

### 影丸旅日記の巻
葉山藩に潜入した公儀隠密・栗林伝蔵からの連絡が途絶えたことを不審に思った半蔵は、影丸に事情を探らせんと葉山に向かわせるが、藩内では阿片の密売が行われていた…。

#### 公儀隠密
栗林伝蔵
公儀隠密。鳥を操って敵を襲わせる鳥寄せの術を得意とする。葉山藩士として潜伏していたが、敵に察知されて阿片中毒にされ、薬欲しさに公儀を裏切ることに。影丸に倒されたとき、藩の秘密である御神楽山（おかぐらやま）のお花畑（つまりケシの畑）と、気をつけるべき相手として夢之丞と銀之丞のことを伝えて息絶える。
十郎
公儀隠密。援軍として葉山に向かうが、目だった活躍のできないまま幻術によって足を踏み外し、殺される。
大三郎（半助）
公儀隠密。援軍として葉山に向かうが、夢之丞の術にかかった源五郎に殺される。
源五郎
公儀隠密。援軍として葉山に向かう。影丸とともに唯一生き残る。

#### 葉山藩の忍者たちと関係者
夢之丞
葉山藩に仕える忍群の頭領格のひとり。相手の夢の中に現れて操る変わった術の使い手（憑依術の一種か？）。その術は自身も眠っている状態であると同時に体力・気力の消耗が激しいというリスクも抱えている。術の特徴を見抜いた影丸に消耗直後を襲われ、懸命に戦ったが脆くも敗れ去った。
銀之丞
葉山忍群の頭領格のひとり。分身術を使って相手を翻弄するが、血の匂いから見抜かれて影丸に倒される。
河童の三郎太
葉山忍群の一人。忍群の中でもっとも水練に長けているが、影丸探索中に池の中で影丸に殺されてすり替わられる。
山形大膳
葉山藩の家老。小藩でありながら体面を保つ為に他藩に合わせていくうちに逼迫していった藩の財政の為に阿片密造に手を出し、ケシ畑を守らせる為に忍群を雇い、邪魔者を消していった。忍群が全滅した後、影丸たちの前に姿を現し、一連の行為が自身の私腹を肥やす為だと偽り自刃。しかしその甲斐もなく、葉山藩は取り潰しとなった。

## 映像化

### 映画
概要
東映から実写映画化されている（1963年〈昭和38年〉7月24日公開）。モノクロ。上映時間は69分。
内容は若葉城の巻と同じく甲賀七人衆との戦いがメインであるが、設定も物語も全く原作とは関係なく映画独自のものである。
同時上映は東映動画（現：東映アニメーション）製作による長編アニメ『わんぱく王子の大蛇退治』。
ストーリー
修行の旅から伊賀の里に帰った影丸は父百地三太夫が甲賀七人衆に襲われて重傷を負ったことを知る。三太夫は影丸に、明智光秀の配下である甲賀七人衆が命を狙っている徳川家康を警護する様に言い残し息を引き取る。幼馴染みの右京や生き残った少年大八、少女小夜丸と共に家康に付き従う影丸。影丸は最初はいがみ合っていた家康と徐々に打ち解けていく。影丸は甲賀七人衆のうち邪鬼と半助を残し倒すことに成功する。水中での戦いを得意とする邪鬼たちは湖に潜むが影丸は果敢に挑む。最後の決戦に勝利した影丸は右京や子供達を残し家康を無事居城に送り届けるべく去って行く。
キャスト
- 伊賀の影丸：松方弘樹
- 徳川家康：北龍二

　伊賀の里の住人
- 右京：御影京子（新人）
- 百地三太夫：高松錦之助
- 大八：斎藤信男
- 小夜丸：小谷悦子

　甲賀七人衆
- 阿魔野邪鬼：山城新伍
- 半助：吉田義夫
- くも丸：団徳麿
- 五郎兵衛：楠本健二
- 半太夫：波多野博
- 十兵衛：阿波地大輔
- 犬丸：浅野光男

　その他
- お手玉の甚作：羽柴久
- 茶屋四郎次郎：有馬宏治
- 本多忠勝：近江雄二郎
- 森近江守：津村礼司
- 伝騎：佐藤洋

スタッフ
- 監督：小野登
- 脚色：高田宏治
- 原作：横山光輝
- 企画：森義雄、安田猛人
- 撮影：脇武夫
- 美術：中村美登
- 音楽：阿部皓哉
- 主題歌：「伊賀の影丸」作詞：池田兼人、作曲：阿部皓哉、歌：上高田少年合唱団
- 録音：小金丸輝貴
- 照明：徳永進
- 編集：河合勝巳
- スチール：諸角義雄

### 人形劇
1963年（昭和38年）11月5日から1964年（昭和39年）11月3日まで、TBS系で人形劇が放送された。全52話。放送時間（JST）は火曜18時00分 - 18時30分。影丸役は藤田淑子、ナレーションは黒沢良が務めた。
主題歌は田辺靖雄、ボーカル・ショップの「伊賀の影丸」（作詞：山上路夫、作曲：いずみたく）。スポンサーは放送地域（局）ごとに異なり、東京では京急グループの単独提供、大阪では東鳩製菓（現：東ハト）、富山では銀盤酒造など。製作及び人形操作はひとみ座。
2006年（平成18年）11月25日には川崎市市民ミュージアムで開催された『横山光輝の世界展』において、全52話のうち現存する10話分（由比正雪の巻）が上映された。
声の出演
- 若山弦蔵
- 高塔正康
- 滝口順平
- 真弓田一夫
- 勝田久
- 朝井ゆかり
- 千葉順二
- 久松保夫
- 諏訪孝二
- 愛川欽也
- 相模武
- 明石一
- 上田恵司
- 香山裕
- 水島晋
- その他：りんどうプロダクション

スタッフ
- プロデュース：藤岡豊
- 脚色：宇野小四郎、須田輪太郎
- 人形：片岡昌（ひとみ座）
- 音楽：いずみたく
- 撮影：井上和夫
- 照明：小室彰範
- 編集：福井裕康
- 記録：小田隆子
- 装置：平岡久明
- 効果：角田陽次郎
- 現像：東京テレビ映画社
- 演奏：新室内楽協会
- 録音：峰尾スタジオ
- 演出：清水浩二、長浜忠夫、今泉俊昭

ネット局
- TBS（制作局）：火曜 18:00 - 18:30
- 北海道放送：土曜 18:00 - 18:30[6]
- 青森テレビ（1972年に放送）：月曜 - 金曜 6:20 - 6:50、土曜 6:30 - 7:00[7]
- 秋田放送：土曜 17:38 - 18:08[6]
- 山形放送：木曜 17:15 - 17:45[8]
- 北日本放送（1965年に放送）：月曜 17:35 - 18:05[9]

### その他
- 1972年（昭和47年）4月6日から同年10月2日まで、フジテレビの『みんなよっといで』（月 - 土7:00 - 7:15。なお本作から土曜日も放送）内で、静止画に音声を入れた「テレビ紙芝居」（スチールアニメーション）方式のシリーズが放送された。主題歌はコスモ合唱団の「伊賀の影丸」（作詞：山崎清、作曲：葉山晃）。

| TBS 火曜18時台前半枠                                                                 | TBS 火曜18時台前半枠            | TBS 火曜18時台前半枠      |
| 前番組                                                                               | 番組名                          | 次番組                    |
| ------------------------------------------------------------------------------------ | ------------------------------- | ------------------------- |
| 18:00-いかすぜラビット 18:10-芸能ニュース 18:15-パパの育児手帳（再） 【以上 月〜金】 | 伊賀の影丸 （人形劇版）         | わんわん保安官            |
| フジテレビ みんなよっといで                                                          |                                 |                           |
| 天馬天平                                                                             | 伊賀の影丸 （スチールアニメ版） | 小天狗はやて丸            |
| フジテレビ 土曜7:00 - 7:15枠                                                         |                                 |                           |
| これが世界だ!                                                                        | 伊賀の影丸 （スチールアニメ版） | 小天狗はやて丸 （月〜土） |